# プロイセン領ポーランド
プロイセン領ポーランド (ポーランド語: Zabór pruski) は、旧ポーランド・リトアニア共和国領のうち、18世紀後半のポーランド分割でプロイセン王国が獲得した地域。プロイセンは西ポーランドの141,400 km2 (54,600 sq mi) におよぶ領土を獲得した。1772年にロシア帝国主導で第一次分割が、1793年に第二次分割が、そし1795年に第三次分割が行われ、以後123年間にわたり独立国家ポーランドは地上から姿を消した。

## 歴史
プロイセン王国（19世紀後半からはドイツ帝国）は、3度のポーランド分割すべてで領土を拡大した。

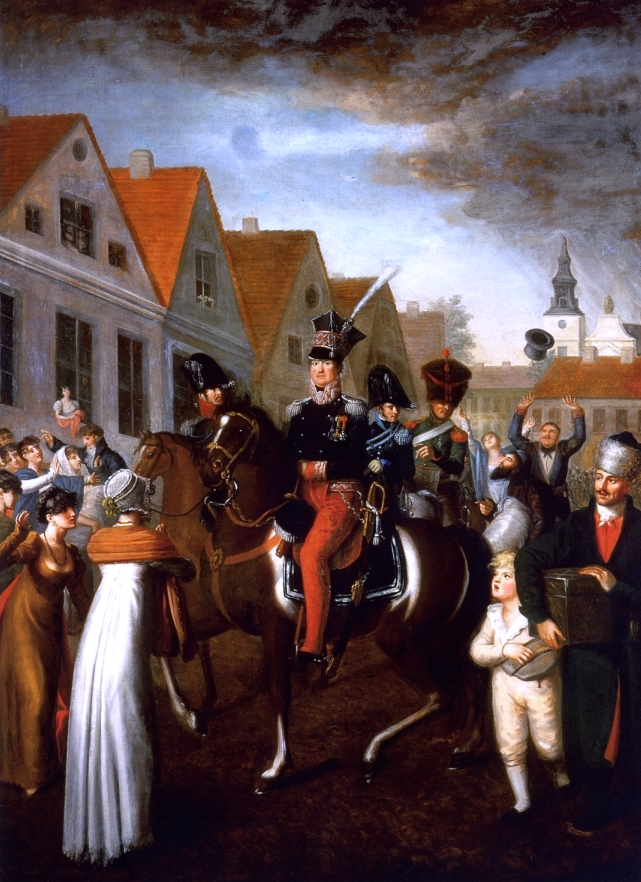
ポズナンに入るヤン・ヘンリク・ドンブロフスキ（1806年）

1772年の獲得地域は、かつてドイツ騎士団が支配していた地域の西半分にあたる王領プロイセンとほぼ重なる。フリードリヒ2世は、新領に57475世帯のプロイセン人を入植させ、新領土の支配を確固たるものとした。同時に行政言語として王国本土と同様にドイツ語が普及し、ポーランド語が隅へ追いやられる契機ともなった。1793年、プロイセンはグダニスク（ダンツィヒ）、トルン、1457年以来のポーランド王冠領の一部を獲得した。併合されたヴィエルコポルスカでは、翌1794年にヤン・ヘンリク・ドンブロフスキらがクヤヴィで蜂起したが、ロシアと戦っていたコシチュシュコがマチェヨヴィツェの戦いでロシア軍に捕らえられると、こちらの反乱も終息した（第一次ヴィエルコポルスカ蜂起）。1795年の第三次ポーランド分割では、プロイセンはポドラシェとマゾフシェの残部、それにワルシャワを獲得した。なお、約20年後にワルシャワはフリードリヒ・ヴィルヘルム3世によりロシアに割譲されている。
1806年、フランス帝国のナポレオン・ボナパルトに協力していたドンブロフスキらは、第二次ヴィエルコポルスカ蜂起を起こした。第四次対仏大同盟に参加していたプロイセンがナポレオンに完全敗北を喫したのち、フランスは第一次分割領を除くプロイセン領ポーランドを中心にワルシャワ公国を衛星国として建設した。しかしロシア遠征に失敗したナポレオンが没落すると、1815年のウィーン会議でワルシャワ公国は廃止され、この地域はプロイセン領に戻った。

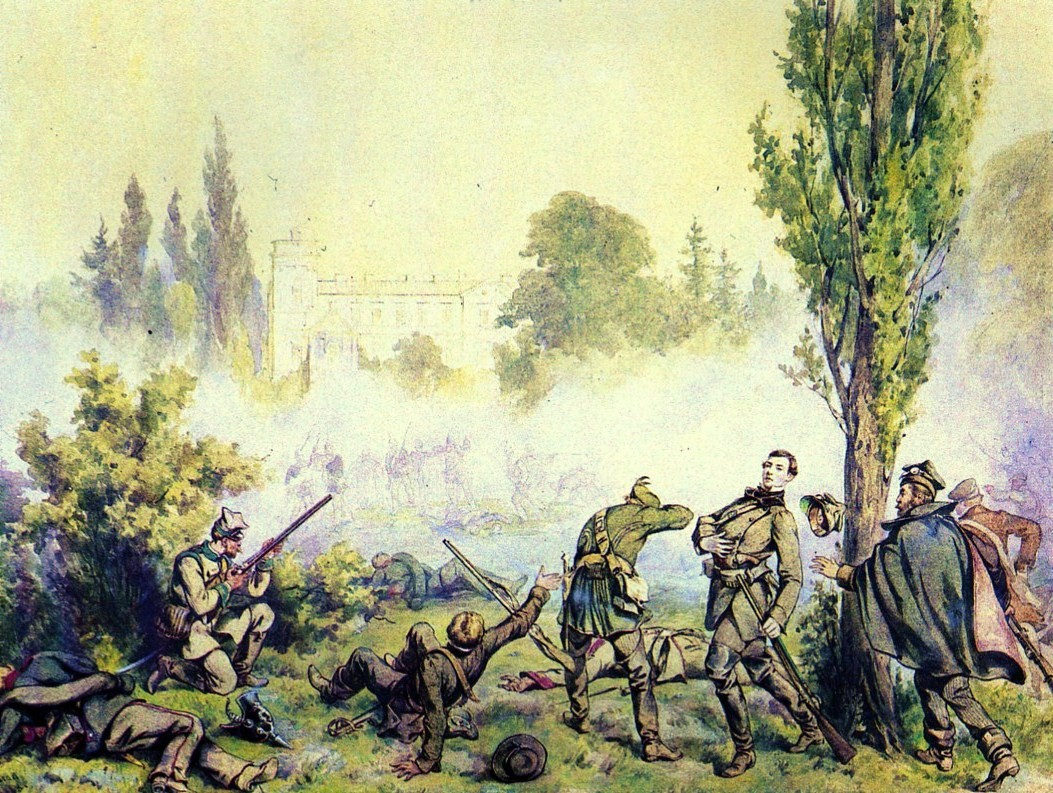
第三次ヴィエルコポルスカ蜂起（1846年）中のミウォスワフの戦い

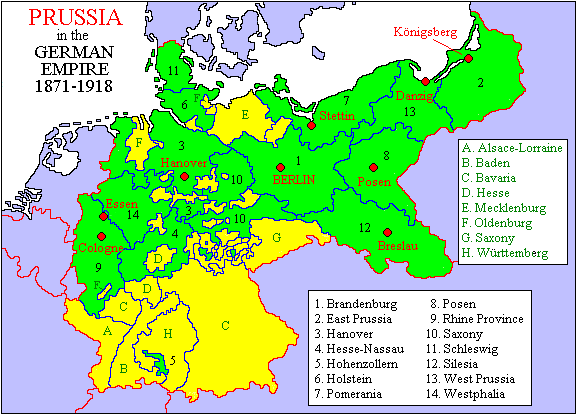
ドイツ帝国 (1871年 - 1918年)

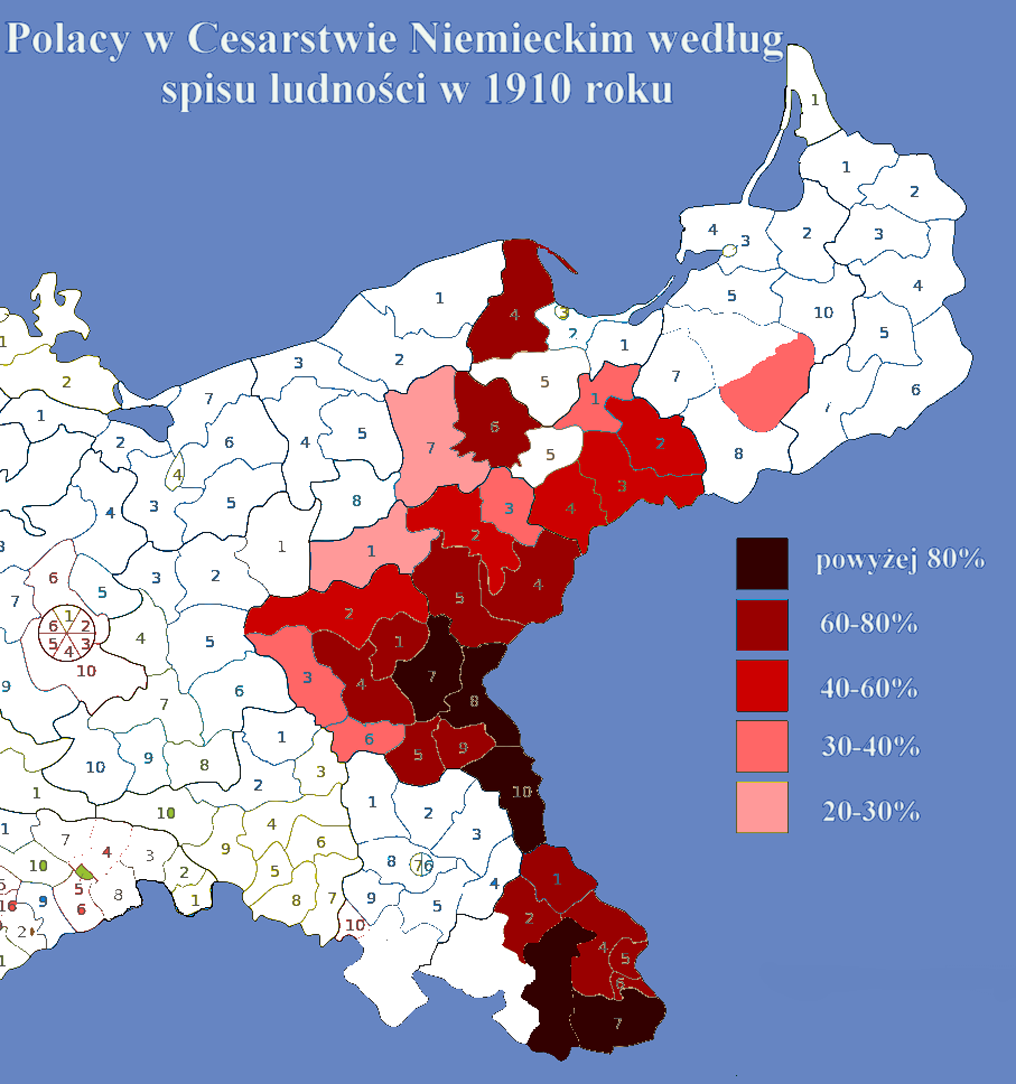
ドイツ帝国内のポーランド人住民の割合（1910年の統計）

1846年、ルドヴィク・ミェロスワフスキ率いる第三次ヴィエルコポルスカ蜂起が勃発した。この反乱は、ポーランドを分割した三国すべてに対するものだったが失敗し、254人の叛徒がベルリンで大逆罪の罪に問われた。同年にはポズナン周辺でも反乱が発生し、2年後の1848年には諸国民の春の一部としてポーランド国家委員会率いる第四次ヴィエルコポルスカ蜂起が起こった。しかしこれもプロイセン軍に鎮圧され、1500人のポーランド人がポズナン城に投獄された。そして1918年、プロイセンの後身ドイツ帝国が第一次世界大戦に敗れて革命が起き、解体したのを見たポーランド人は第五次ヴィエルコポルスカ蜂起を起こし、ついにポーランド第二共和国として再独立を果たした。

## 社会

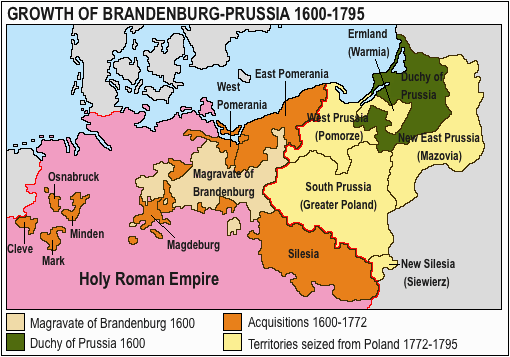
プロイセンの拡大。黄色の部分がポーランド分割で獲得された領土。

18世紀後半に繰り返された分割によってポーランドを獲得した当初、プロイセン当局は現地の民族や言語的な問題に特に大きな関心を払っておらず、現地のポーランド語の運用にも寛容であった。裁判記録はラテン語とポーランド語で取られるべきとされ、裁判そのものはラテン語とフランス語で行われることが定められていたが、現地語の通訳が付けられることも定められていた。その後、プロイセンはナポレオン戦争で一時的にポーランドを喪失し、ウィーン条約によってかつて分割したポーランドの一部を再び領土とした。ウィーン条約はポーランド国家の復活を認めなかったが、プロイセン領内におけるポーランド人に対する一定の配慮をプロイセン当局に要求した。
1830年代に入るとこのような状況は一変し、極端なドイツ化政策が推し進められた。1832年にはプロイセン領ポーランドのポズナン大公国（ポーゼン）で「言語令」が発布され、行政言語がドイツ語と既定された。このような政策は政策担当者によって強弱が変動したが、1850年代には法律の完全なドイツ語化や中等教育機関であったギムナジウムにおけるポーランド語の使用が排除されていった。
それでもプロイセン政府によるドイツ化政策は、当初はおおむね政府・行政機関のドイツ化であった。しかし、1871年にドイツ帝国が成立すると、プロイセン領ポーランドもその一部となり、ポーランド人たちは激しい「ドイツ国民化」に晒されるようになった。
もともとプロイセンとポーランドは宗教などで相いれない部分が多く、ビスマルクの文化闘争などに対しては大規模な騒動が起きた。フリードリヒ2世は、第一次分割で獲得した領土のドイツ化のために30万人に上るドイツ人を入植させた。
しかしプロイセン政府の意図に反して、社会の少数派、弱者となったポーランド人は組織性を増し、むしろポーランド国民意識が高まる結果となった。教育面では、プロイセン領ポーランドはロシア領やオーストリア領のそれにくらべて高い水準にあったが、同時に過激なポーランド語排斥とドイツ語の導入が押し進められ、1901年から1904年にドイツ化に反発して起きたヴジェシニャ子供ストライキに対して、当局はドイツ語教科書や宗教教育を拒否したものを迫害し、投獄するなど締め付けの強化で応えた。

## 経済
プロイセン政府の政策により、プロイセン領ポーランドは旧ポーランドで経済的に最も発達した地域となった。ドイツ政府は効率的な農業、工業、制度や運輸産業を支援した。

## 行政区画
プロイセンは、第一次分割では36,000 km²の領土と約60万人の人口を獲得した。第二次分割では58,000 km²と約100万人、第三次分割では55,000 km²と約100万人を得た。全体としてプロイセンは旧ポーランド・リトアニア共和国の2割に当たる領土 (149 000 km²) と23パーセントにあたる人口（260万人）を手に入れたことになる。歴史的地域を考えると、プロイセンが獲得した領土の大部分はヴィエルコポルスカ（大ポーランド）にあたる。
プロイセン王国は、3回のポーランド分割で得た領土を以下のように区分した。
- ネッツェ地方 (1772年 - 1793年)
- ノイシュレージエン (1795年 - 1807年)
- 新東プロイセン (1795年 - 1807年)
- 南プロイセン (1793年 - 1806年)
- 東プロイセン (1773年 - 1829年)
- 西プロイセン (1773年 - 1824年)

行政区画は時とともに変化した。また、ポズナンを中心とするプロイセン領ポーランド西部には、1815年にプロイセンとの同君連合としてポズナン大公国が建てられたが、1848年以降ポーゼン州に改められた。